# دراغون بول زد :سوپر سايان سون غوكو
دراغون بول زد: سوبر سايان سون غوكو (باليابانية: ドラゴンボールZ 超スーパーサイヤ人だ孫悟空) هو الفيلم الرابع من سلسلة أفلام دراغون بول زد، صدر عام 1991.

## القصة
تدور قصته حول لورد سلاغ الناميكسي الخارق الذي جاء لغزو الأرض.

## روابط خارجية
- دراغون بول زد :سوپر سايان سون غوكو على موقع IMDb (الإنجليزية)
- دراغون بول زد :سوپر سايان سون غوكو على موقع نتفليكس (الإنجليزية)
- دراغون بول زد :سوپر سايان سون غوكو على موقع ألو سيني (الفرنسية)
- دراغون بول زد :سوپر سايان سون غوكو على موقع فيلمافينيتي (الإسبانية)
- دراغون بول زد :سوپر سايان سون غوكو على موقع قاعدة بيانات الفيلم (الإنجليزية)
- دراغون بول زد :سوپر سايان سون غوكو على موقع ليتربوكسد (الإنجليزية)
- دراغون بول زد :سوپر سايان سون غوكو على موقع كينوبويسك (الروسية)
- دراغون بول زد :سوپر سايان سون غوكو على موقع ANN anime (الإنجليزية)